# بنجامين شوماخر
بنجامين شوماخر (بالإنجليزية: Benjamin Schumacher)‏ هو فيزيائي أمريكي، ولد في القرن العشرين.

## وصلات خارجية
- الموقع الرسمي